# Fuenteguinaldo
Fuenteguinaldo es un municipio y localidad española de la provincia de Salamanca, en la comunidad autónoma de Castilla y León. Se integra dentro de la comarca de Ciudad Rodrigo y la subcomarca del Campo de Robledo. Pertenece al partido judicial de Ciudad Rodrigo.
Su término municipal está formado por las localidades de Aldeanueva del Arenal y Fuenteguinaldo, ocupa una superficie total de 101,61 km² y según los datos demográficos recogidos en el padrón municipal elaborado por el INE en el año 2022, cuenta con una población de 667 habitantes.
Está sentado sobre un cerro, a una altitud media de unos 850 metros. Resalta su grandiosa y esbelta iglesia parroquial, así como la forma radial y concéntrica de sus calles, muy característica de los enclaves romanos.
Cabe destacar su gran variedad paisajística donde encontramos dehesas de encinas, robles, bosques de ribera y pinos de repoblación que configuran un hábitat privilegiado para numerosas especies, algunas de ellas en peligro de extinción, entre ellas el buitre negro o leonado, el águila calzada o ratonera, la cigüeña negra, la garza real o la ya casi desaparecida nutria. Está atravesado de sur a norte por una Cañada Real que alberga numerosos rincones con encanto y de indudable belleza paisajística.

## Geografía
| Noroeste: Puebla de Azaba        | Norte: Castillejo de Azaba | Nordeste: El Bodón |
| Oeste: La Alberguería de Argañán |                            | Este: El Sahugo    |
| Suroeste: Casillas de Flores     | Sur: Villasrubias          | Sureste: Robleda   |

### Clima
Fuenteguinaldo tiene un clima Csb (templado con verano seco y templado) según la clasificación climática de Köppen.
| Parámetros climáticos promedio de Fuenteguinaldo en el periodo 1970-2003 | Parámetros climáticos promedio de Fuenteguinaldo en el periodo 1970-2003 | Parámetros climáticos promedio de Fuenteguinaldo en el periodo 1970-2003 | Parámetros climáticos promedio de Fuenteguinaldo en el periodo 1970-2003 | Parámetros climáticos promedio de Fuenteguinaldo en el periodo 1970-2003 | Parámetros climáticos promedio de Fuenteguinaldo en el periodo 1970-2003 | Parámetros climáticos promedio de Fuenteguinaldo en el periodo 1970-2003 | Parámetros climáticos promedio de Fuenteguinaldo en el periodo 1970-2003 | Parámetros climáticos promedio de Fuenteguinaldo en el periodo 1970-2003 | Parámetros climáticos promedio de Fuenteguinaldo en el periodo 1970-2003 | Parámetros climáticos promedio de Fuenteguinaldo en el periodo 1970-2003 | Parámetros climáticos promedio de Fuenteguinaldo en el periodo 1970-2003 | Parámetros climáticos promedio de Fuenteguinaldo en el periodo 1970-2003 | Parámetros climáticos promedio de Fuenteguinaldo en el periodo 1970-2003 |
| Mes | Ene.                                                                     | Feb.                                                                     | Mar.                                                                     | Abr.                                                                     | May.                                                                     | Jun.                                                                     | Jul.                                                                     | Ago.                                                                     | Sep.                                                                     | Oct.                                                                     | Nov.                                                                     | Dic.                                                                     | Anual                                                                    |
| --- | ------------------------------------------------------------------------ | ------------------------------------------------------------------------ | ------------------------------------------------------------------------ | ------------------------------------------------------------------------ | ------------------------------------------------------------------------ | ------------------------------------------------------------------------ | ------------------------------------------------------------------------ | ------------------------------------------------------------------------ | ------------------------------------------------------------------------ | ------------------------------------------------------------------------ | ------------------------------------------------------------------------ | ------------------------------------------------------------------------ | ------------------------------------------------------------------------ |
| Temp. media (°C) | 4.4                                                                      | 6.2                                                                      | 9.1                                                                      | 10.0                                                                     | 13.6                                                                     | 18.3                                                                     | 21.7                                                                     | 21.4                                                                     | 17.7                                                                     | 12.7                                                                     | 8.1                                                                      | 5.5                                                                      | 12.4                                                                     |
| Precipitación total (mm) | 97.6                                                                     | 63.6                                                                     | 55.4                                                                     | 73.7                                                                     | 66.4                                                                     | 35.8                                                                     | 20.3                                                                     | 9.7                                                                      | 46.3                                                                     | 92.2                                                                     | 109.8                                                                    | 104.4                                                                    | 775.2                                                                    |
| Fuente: Ministerio de Agricultura, Alimentación y Medio Ambiente. Datos de precipitación para el periodo 1970-2003 y de temperatura para el periodo 1980-2003 en Fuenteguinaldo 3 de octubre de 2012 |                                                                          |                                                                          |                                                                          |                                                                          |                                                                          |                                                                          |                                                                          |                                                                          |                                                                          |                                                                          |                                                                          |                                                                          |                                                                          |

## Historia

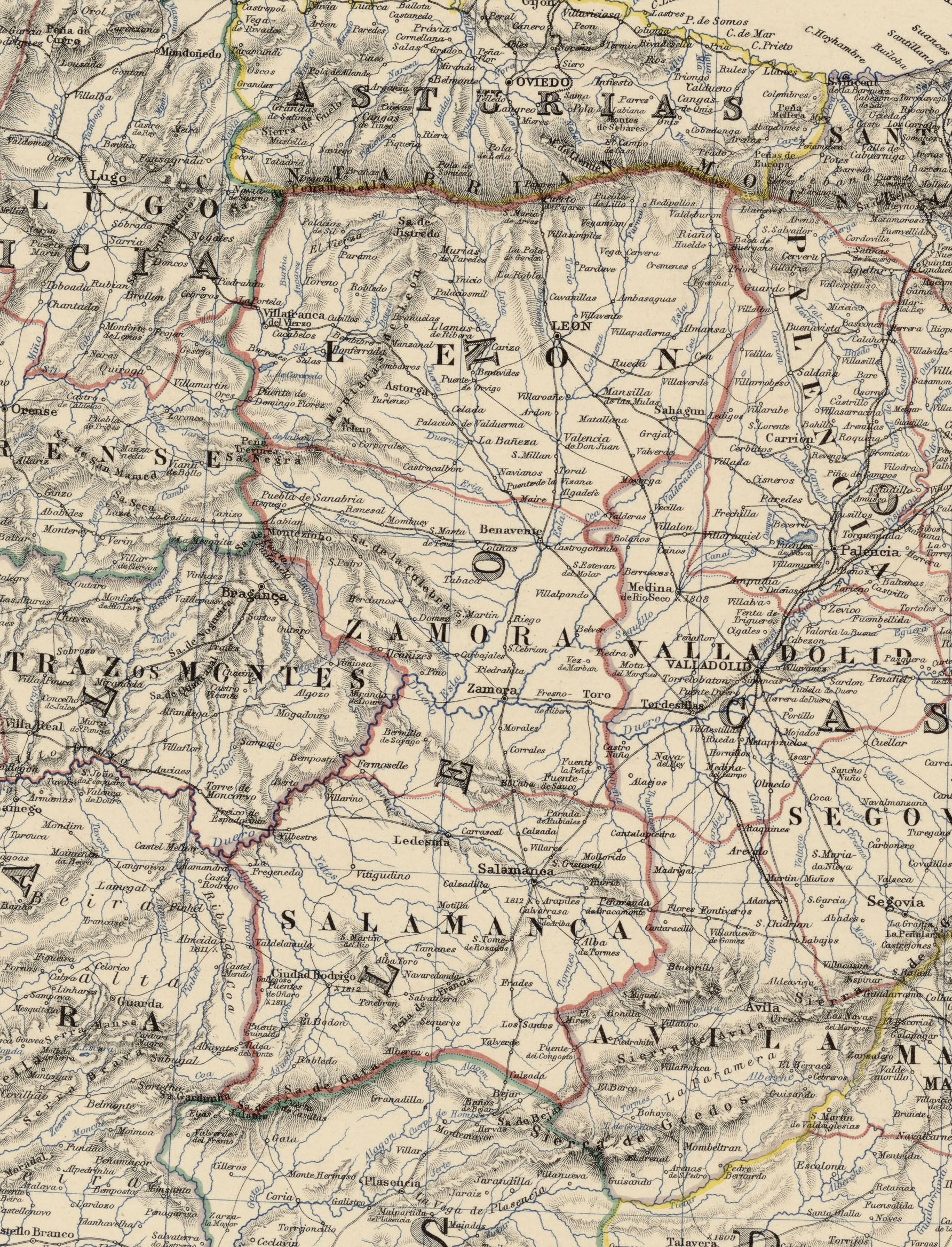
Detalle del mapa Spain & Portugal, realizado en 1864 por Keith Johnston, en el que se puede observar Fuenteguinaldo

La fundación de Fuenteguinaldo se remonta al proceso general de repoblación efectuado en la zona por los reyes de León en la Edad Media, quedando encuadrado como señorío en la diócesis de Ciudad Rodrigo tras la creación de la misma por parte del rey Fernando II de León en el siglo XII. Tuvo especial importancia durante la Guerra de Independencia, al haberse situado en Fuenteguinaldo el cuartel general del Duque de Wellington. Con la creación de las actuales provincias en 1833, Fuenteguinaldo quedó encuadrado en la provincia de Salamanca, dentro de la Región Leonesa.

## Demografía
Fuenteguinaldo cuenta con una población de 652 habitantes (INE 2024).
| Gráfica de evolución demográfica de Fuenteguinaldo entre 1842 y 2021                                                |
| |
| Población de derecho según los censos de población del INE Población de hecho según los censos de población del INE |

## Símbolos

### Escudo
El escudo heráldico que representa al municipio fue aprobado con el siguiente blasón:

«En campo de oro tres girones de gules movientes de la punta. Franco cuartel de gules con una tienda de campaña de oro, surmontada de cuatro luceros de plata. Al timbre, Corona Real, cerrada»

## Administración y política
| Periodo   | Nombre                      | Partido | Partido                                  |
| --------- | --------------------------- | ------- | ---------------------------------------- |
| 1979-1999 | Dionisio Sánchez Sánchez    |         | Partido Socialista Obrero Español (PSOE) |
| 1999-2003 | Juan Manuel Sánchez Angoso  |         | Partido Popular (PP)                     |
| 2003-2007 | Francisco Galán Sánchez     |         | Partido Socialista Obrero Español (PSOE) |
| 2007-2009 | Jesús Vicente Iglesias      |         | Ciudadanos por Fuenteguinaldo (CPF)      |
| 2009-2011 | Ignacio Corvo Medina        |         | Ciudadanos por Fuenteguinaldo (CPF)      |
| 2011-2015 | Ignacio Corvo Medina        |         | Coalición SI por Salamanca (SI)          |
| 2015-2019 | Dionisio Sánchez Sánchez    |         | Partido Socialista Obrero Español (PSOE) |
| 2019-2023 | María Lourdes Palos Carreño |         | Ciudadanos (CS)                          |

| Partido político                         | 2023  | 2023  | 2023       | 2019  | 2019  | 2019       | 2015  | 2015  | 2015       | 2011  | 2011  | 2011       | 2007  | 2007  | 2007       | 2003  | 2003  | 2003       |
| Partido político                         | %     | Votos | Concejales | %     | Votos | Concejales | %     | Votos | Concejales | %     | Votos | Concejales | %     | Votos | Concejales | %     | Votos | Concejales |
| Partido Popular (PP)                     | 53,91 | 241   | 4          | 27,03 | 130   | 2          | 21,62 | 112   | 1          | 29,40 | 147   | 2          | 27,61 | 169   | 2          | 30,02 | 184   | 2          |
| Partido Socialista Obrero Español (PSOE) | 46,08 | 206   | 3          | 44,49 | 214   | 3          | 39,00 | 202   | 3          | 20,40 | 102   | 1          | 20,59 | 126   | 1          | 67,21 | 412   | 5          |
| Ciudadanos (CS)                          | —     | —     | —          | 28,48 | 137   | 2          | 38,22 | 198   | 3          | —     | —     | —          | —     | —     | —          | —     | —     | —          |
| Coalición SI por Salamanca (SI)          | —     | —     | —          | —     | —     | —          | —     | —     | —          | 49,00 | 245   | 4          | —     | —     | —          | —     | —     | —          |
| Ciudadanos por Fuenteguinaldo (CPF)      | —     | —     | —          | —     | —     | —          | —     | —     | —          | —     | —     | —          | 43,95 | 269   | 4          | —     | —     | —          |
| Unión del Pueblo Salmantino (UPSa)       | —     | —     | —          | —     | —     | —          | —     | —     | —          | —     | —     | —          | 6,70  | 41    | 0          | —     | —     | —          |

El alcalde de Fuenteguinaldo lo es sin dedicación exclusiva, lo que quiere decir que compatibiliza la alcaldía con otros trabajos. Percibió un total de 364 € en el año 2017.
Desde 2008 a 2003, último año del que se tienen datos, el muniicpio no ha acumulado deuda vida. El concepto de deuda viva contempla solo las deudas con cajas y bancos relativas a créditos financieros, valores de renta fija y préstamos o créditos transferidos a terceros, excluyéndose, por tanto, la deuda comercial.

## Cultura

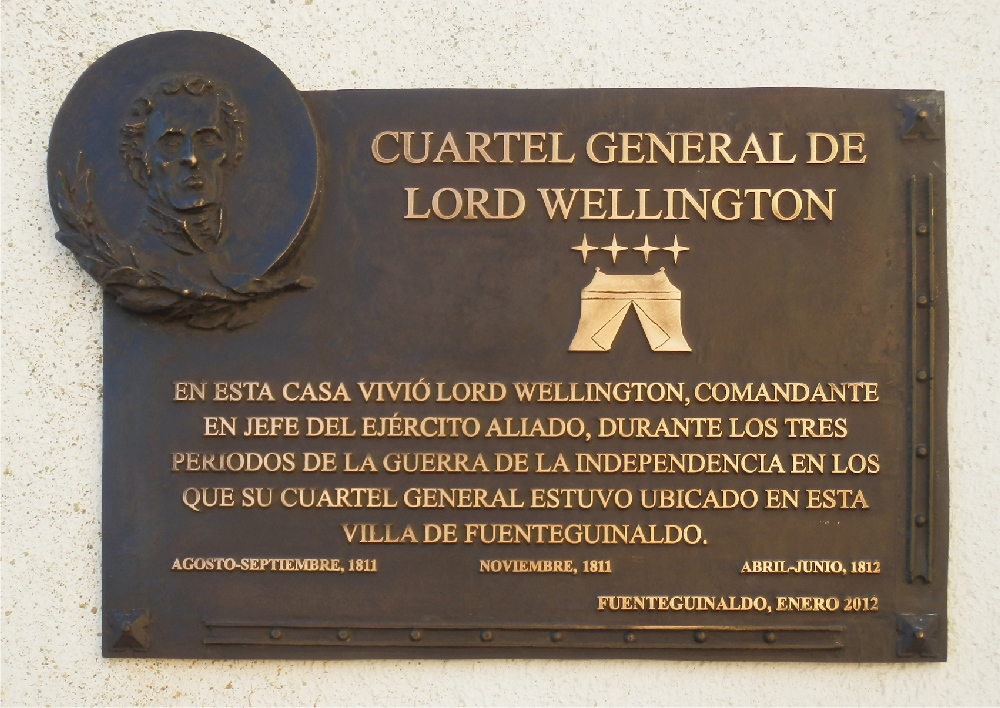
Placa de bronce recordando las estancias de Lord Wellington en Fuenteguinaldo (Autor: Ricardo Flecha)

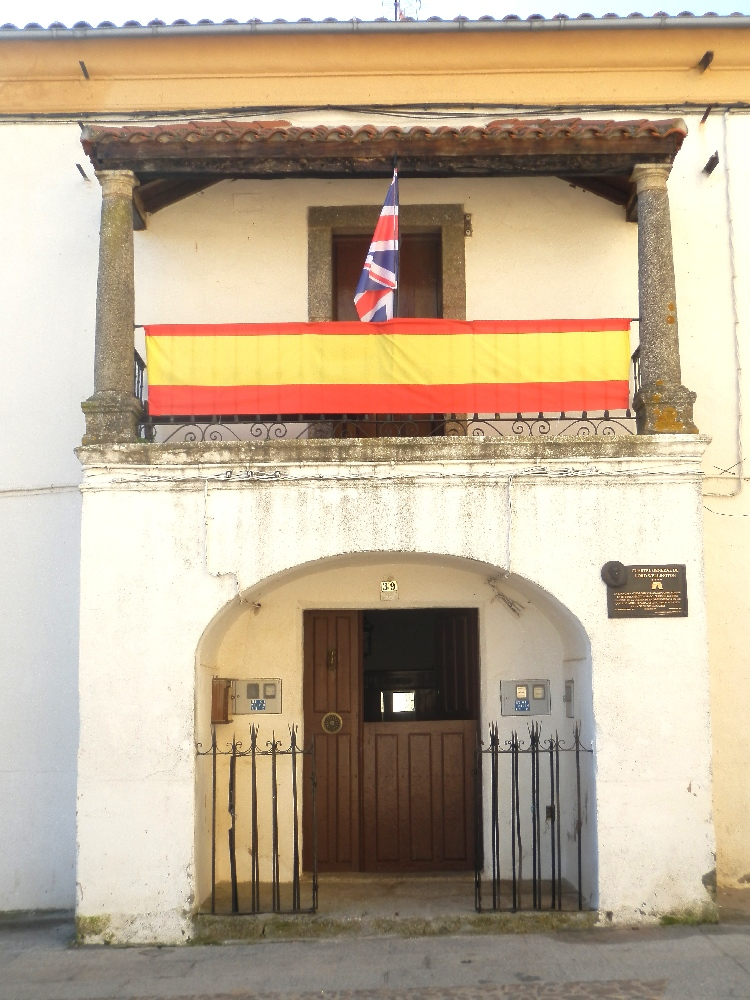
Portal de la casa donde vivió el duque de Wellington en Fuenteguinaldo

### Patrimonio
Fuenteguinaldo posee en su término los restos de un castro de orígenes celtas, posteriormente romanizado, conocido como el castro de Irueña. El edificio más importante de la villa es la iglesia parroquial, del siglo XVI, que custodia la obra maestra del manierismo romanista salmantino, un retablo de escultura, obra de Lucas Mitata.
Cuartel General de Lord Wellington
Las localidades del suroeste de la provincia salmantina fueron especialmente castigadas por la Guerra de la Independencia española, debido a que por esa zona fronteriza entraban y salían de Portugal los diferentes ejércitos intervinientes en la Guerra Peninsular. Desde noviembre de 1807 y hasta mayo de 1813, Fuenteguinaldo fue un continuo trasiego de tropas francesas, españolas, portuguesas y británicas, que llevaron principalmente a la Villa: hambre, saqueos, enfermedades y muerte; pero en los que también hubo momentos en los que los soldados participaron de las costumbres guinaldesas. Durante los 6 años que estuvo la guerra en esas tierras, los guinaldeses de entonces fueron de los primeros europeos en ver derrotadas a las águilas imperiales francesas; así como también fueron de los primeros en ver victorioso al general Wellington, el cual pocos años después enterraría definitivamente el imperio napoleónico. Pero de todos los hechos acaecidos en esos 6 años, destacan los tres periodos que estuvo en la Villa el Cuartel General de Wellington y las 36 horas críticas vividas por el Lord después del Combate de El Bodón, que a punto estuvieron de cambiar la historia de España, de Portugal y de Europa.
En ningún otro momento histórico, Fuenteguinaldo fue tan observada como durante la Guerra de la Independencia y los libros de memorias, cartas y diarios de soldados, han permitido conocer con mucho detalle cómo era la villa y sus gentes a comienzos del siglo XIX.

### Fiestas
Durante el tercer fin de semana de agosto, sin tener fecha fija, se celebran las Ferias y Fiestas de Fuenteguinaldo, con sus capeas y encierros, con tradición secular, de toros a caballo. Aglutina a numerosos aficionados y caballistas de todos los alrededores incluido Portugal.